# Франчески, Сара
Сара Франчески (итал. Sara Franceschi, род. 1 февраля 1999, Ливорно, Тоскана) — итальянская пловчиха. Член сборной Италии по плаванию. Участница летних Олимпийских игр 2016 года.

## Спортивная карьера
Сара Франчески родилась в 1999 году в Ливорно, в Италии.
В юном возрасте отобралась на летние Олимпийские игры 2016 года, которые проходили в Бразилии в Рио-де-Жанейро. В 2016 году на чемпионате Европы по водным видам спорта, которые проходили в Лондоне итальянская пловчиха финишировала 4-й с результатом 2:13.98 на дистанции 200 комплексным плаванием и получила олимпийскую лицензию. В ходе Олимпийского турнира приняла участие в соревнованиях на дистанциях 200 и 400 метров комплексным плаванием. В обоих заплывах Сара не смогла преодолеть предварительный раунд. На дистанции 200 метров с результатом 2:15.61 она в итоговом протоколе стала 28-й, на дистанции 400 метров с результатом 4:48.48 была 30-й. Франчески стала самой молодой спортсменкой Итальянской Олимпийской сборной на Играх в Бразилии.
В июле 2016 года на молодёжном чемпионате Европы, который проходил в Венгрии в Ходмезёвашархей, итальянская спортсменка на дистанции 200 метров комплексным плаванием завоевала серебряную медаль турнира, финишировав с результатом 2:13.98, уступив только своей соотечественнице Иларии Кузинато.
В 2018 году она вошла в итальянское спортивное сообщество Fiamme Gialle.
Саре Франчески принадлежат три национальных рекордных достижения: на дистанции 200 метров комплексным плаванием среди спортсменов младшего возраста (2:18.85), среди кадетов (2:11.98), и на дистанции 400 метров комплексным плаванием среди кадетов (4:40.03)..
Сара Франческа выполнила норматив на дистанции 400 метров комплексным плаванием для участия в летних Олимпийских играх в Токио.